# Crystal Langhorne
Crystal Allison Langhorne (* 27. Oktober 1986 in Willingboro Township, New Jersey) ist eine ehemalige professionelle Basketball-Spielerin der Women’s National Basketball Association.

## Karriere

### College (2004 bis 2008)
Langhorne studierte von 2004 bis 2008 an der University of Maryland, College Park. Ihren Abschluss machte sie in Kommunikation. Langhorne spielte in dieser Zeit für die Maryland Terrapins, dem NCAA-Damen-Basketballteam der Universität. 2006 gewann sie mit den Terrapins die NCAA Division I Basketball Championship. 2007 gewann sie mit der Damen-Basketballnationalmannschaft der Vereinigten Staaten die U-21-Weltmeisterschaft. Des Weiteren ist sie die erste Spielerin der Terrapins, die über 2.000 Punkte und 1.000 Rebounds während ihrer Zeit am College erzielte.

### WNBA (seit 2008)
Langhorne wurde im WNBA Draft 2008 von den Washington Mystics an der sechsten Stelle ausgewählt. Ihr WNBA-Debüt feierte sie am 5. Mai in einem Preseason-Spiel gegen die Sacramento Monarchs. In ihrer ersten Saison in Washington stand sie meistens nicht in der Startformation und mit 15,8 Minuten Spielzeit pro Spiel fiel auch dies nicht überdurchschnittlich hoch aus. Ihre erste Saison beendete sie schließlich mit einem Schnitt von 4,8 Punkten und 4 Rebounds pro Spiel. Ein weiterer Rückschlag war das mannschaftliche Abschneiden, die Mystics verpassten die Playoffs deutlich. In der Saison 2009 sollte sich alles ändern. Bereits in der Pre-Season stellte Langhorne ihr Talent unter Beweis und zeigte gute Leistungen. Obwohl sie am Beginn der Saison durchschnittlich 25 Minuten auf dem Spielfeld stand, erzielte sie regelmäßig über zehn Punkte und sieben Rebounds pro Spiel. Daraus resultierte, dass sie immer öfters von Beginn an spielte und auch ihre Spielzeit stieg bald auf über 30 Minuten pro Spiel. Ihre zweite Saison in der WNBA beendete sie schließlich mit einem Schnitt von 12,0 Punkten und 7,9 Rebounds bei einer Spielzeit von 29,8 Minuten pro Spiel. Aufgrund dieser Leistungssteigerung wurde sie mit dem WNBA Most Improved Player Award ausgezeichnet. Mit dieser guten Leistung hatte sie auch großen Bestandteil an der erstmaligen Qualifikation für die Playoffs seit 2006. Ab der Saison 2010 stand Longhorne bei allen Einsätzen für die Mystics in der Starting Five des Teams. Der große mannschaftliche Erfolg blieb aber aus. In den sechs Jahren in Washington erreichte sie mit dem Team dreimal die Playoffs, die aber jeweils in der ersten Runde mit dem Ausscheiden endeten.
Ab der Saison 2014 bis 2020 spielte sie für das Team der Seattle Storm. Nach Abschluss der Spielzeit 2016 erreichte sie erstmals in Seattle die Playoffs. Auch dort endeten diese mit dem Ausscheiden in der ersten Runde. In der Saison 2017 stand Langhorne in allen 34 Saisonspielen in der Startformation des Teams und war ein wichtiger Bestandteil der Storm. Trotz ihrer guten Leistungen scheiterte das Team wieder in der ersten Playoff-Runde. In den Saisons 2018 und 2020 gewann Longhorne mit den Seattle Storm die WNBA-Meisterschaft. Nach der Saison 2020 beendete sie ihre Karriere als Spielerin.

#### Auszeichnungen und Ehrungen
- 2009 WNBA Most Improved Player Award

### Europa
In der Saisonpause der WNBA spielte Crystal Langhorne wie viele WNBA-Spielerinnen in Europa. Sie stand dabei für Teams aus Litauen, Spanien, Russland, der Türkei, der Slowakei und Ungarn auf dem Platz. Zuletzt spielte sie in der Saison 2017/18 für das ungarische Team von Sopron Basket.

### Nationalmannschaft
Obwohl Langhorne erfolgreich mit der Juniorinnen-Nationalmannschaft der USA spielte, kam sie bei keinem großen Turnier für Damen-Basketballnationalmannschaft der Vereinigten Staaten zum Einsatz. Mit dem US-Team gewann sie die U-19-Basketball-Weltmeisterschaften der Damen 2005 und die U-21-Basketball-Weltmeisterschaften der Damen 2007.